# FC Kariya
FC Kariya (jap. FC刈谷 Efu Shī Kariya) ist ein japanischer Fußballverein aus Kariya in der Präfektur Aichi. Er spielte unter verschiedenen Namen seit 1996 zunächst in der Japan Football League und seit 1999 in deren gleichnamigen Nachfolgeorganisation, aus der der Abstieg im Jahr 2010 erfolgte. Momentane Spielklasse des Vereins ist die Tōkai-Regionalliga.
Charakteristisch für die Mannschaft ist der rote Schrägbalken auf den Trikots. Dieser wurde vom Verein der Oberschule Kariya übernommen, die den Sport während der Taishō-Periode als Erste in der Gegend ausübten.

## Geschichte
Der Verein wurde im Jahr 1949 als Firmenmannschaft des Automobilzulieferers Nippon Denso unter dem Namen Nippon Densō Soccer-bu (日本電装サッカー部 Nippon Densō Sakkā-bu) gegründet. Nach Jahren der kontinuierlichen Teilnahme an der Tōkai-Regionalliga erreichte man zu Beginn der 1990er Jahre einige Male die Regionalligen-Finalrunde. Im Jahr 1993 konnte Nippon Denso sogar beide Wettbewerbe gewinnen, scheiterte aber in den Relegationsspielen zur Japan Football League 1994 zunächst an JFL-Vertreter Kofu Soccer Club und anschließend an NEC Yamagata, die zuvor in der Finalrunde noch hinter sich gelassen werden konnten.
Schließlich gelang der Aufstieg doch noch mit zwei Jahren Verspätung. Auch 1995 konnte der Verein sowohl den Regionalliga-Titel als auch den Sieg in der Finalrunde für sich verbuchen und hatte dieses Mal zudem den Aufstiegsmodus auf seiner Seite, der den direkten Aufstieg anstelle von Relegationsspielen vorsah. Mit dem Aufstieg in die Japan Football League 1996 ging ein Namenswechsel einher; bedingt durch die Umbenennung des Trägerbetriebs zu DENSO spielte der Verein nun unter dem Namen Densō Soccer-bu (デンソーサッカー部 Densō Sakkā-bu).
Im Jahr 1999 war DENSO SC einer der Gründungsmitglieder der neuen Japan Football League. In dieser Zeit rund um die Jahrtausendwende erreichte die Mannschaft mit Platz 3 im Jahr 2000 ihr bestes Ergebnis der Vereinsgeschichte. Schon 2002 jedoch fiel das Team ins Mittelfeld der Tabelle zurück und im Jahr 2004 endete die Saison sogar auf dem letzten Platz; der Abstieg wurde nur dadurch vermieden, dass in diesem Jahr gleich zwei JFL-Vereine in die J. League Division 2 aufstiegen.
Am Ende der Saison 2005 beendete die Firma DENSO schließlich das jahrzehntelange Sponsoring des Vereins. Die Klubstruktur wurde in eine gemeinnützige Organisation überführt und ein Namenswettbewerb durchgeführt, als dessen Ergebnis die Umbenennung in FC Kariya erfolgte. Durch die nun nicht mehr so üppig vorhandenen Finanzmittel wurde der jährlich stattfindende Qualitätsverlust der Mannschaft noch beschleunigt, sodass am Ende der Saison 2009 der Abstieg zurück in die Tōkai-Regionalliga hingenommen werden musste; als Vorletzter der Japan Football League 2009 scheiterte das Team in zwei Relegationsspielen gegen Zweigen Kanazawa.
Nach einigen Jahren der Konsolidierung in der Regionalliga sah die jüngere Vergangenheit von FC Kariya wieder besser aus. Im Jahr 2015 gewann der Verein die Meisterschaft der Regionalliga, qualifizierte sich dadurch für die Regionalligen-Finalrunde und erreichte dort einen respektablen vierten Platz. Auch 2016 steht die Mannschaft kurz vor Ende der Spielzeit auf dem ersten Tabellenrang.

## Stadion
Der Verein trägt seine Heimspiele im  Wave Stadium Kariya in Kariya aus. Das Stadion hat ein Fassungsvermögen von 4000 Personen.

## Erfolge
- Tōkai-Regionalliga

1993, 1995, 2015, 2016, 2018, 2020
- Regionalligen-Finalrunde

1993, 1995

## Spieler
Stand: Oktober 2021
| Nr. |       | Position | Name                |
| --- | ----- | -------- | ------------------- |
| 1   | Japan | TW       | Tetsuya Yamaoka     |
| 2   | Japan | MF       | Kota Fukuda         |
| 3   | Japan | AB       | Daiki Asada         |
| 4   | Japan | AB       | Hiroki Sasaki       |
| 5   | Japan | AB       | Hikaru Koinuma      |
| 6   | Japan | AB       | Asahi Ishiwata      |
| 7   | Japan | ST       | Yūta Nakano         |
| 8   | Japan | MF       | Yuya Hiruta         |
| 9   | Japan | ST       | Yūki Satō           |
| 10  | Japan | ST       | Tatsuyoshi Sakamoto |
| 11  | Japan | MF       | Shunsuke Tomita     |
| 13  | Japan | ST       | Yuya Watanabe       |
| 14  | Japan | MF       | Daiki Yamamoto      |
| 15  | Japan | MF       | Satoru Uchida       |
| 16  | Japan | ST       | Ryūichi Ichiki      |

| Nr. |       | Position | Name                                             |
| --- | ----- | -------- | ------------------------------------------------ |
| 17  | Japan | AB       | Shuntarō Koga                                    |
| 18  | Japan | TW       | Riku Sakaguchi                                   |
| 19  | Japan | AB       | Raiki Harima                                     |
| 20  | Japan | MF       | Kaisho Hirane                                    |
| 21  | Japan | TW       | Keita Kitahara                                   |
| 22  | Japan | ST       | Ryōto Kamiya (ausgeliehen von Kamatamare Sanuki) |
| 23  | Japan | ST       | Itsuki Nishihara                                 |
| 24  | Japan | AB       | Takahiro Tanaka                                  |
| 25  | Japan | MF       | Shohei Hasegawa                                  |
| 26  | Japan | AB       | Sotaro Murakami                                  |
| 27  | Japan | MF       | Yoshinori Katsumata                              |
| 28  | Japan | AB       | Rikuya Iwanaga                                   |
| 29  | Japan | ST       | Shimma Sakai                                     |
| 30  | Japan | ST       | Yūki Fuke                                        |
| 31  | Japan | MF       | Hokuto Okamoto                                   |

## Trainerchronik
Stand: Oktober 2021
| Trainer           | Nation    | von             | bis             |
| ----------------- | --------- | --------------- | --------------- |
| Tadao Ōnishi      | Japan     | 1. Juli 1990    | 1. Februar 1996 |
| Nariyasu Yasuhara | Japan     | 1. Februar 2006 | 27. Juni 2007   |
| Tetsurō Uki       | Japan     | 1. Juli 2007    | 31. Januar 2010 |
| Amaral            | Brasilien | 1. Februar 2010 | 31. Januar 2011 |
| Tomohiro Kato     | Japan     | 1. Februar 2011 | 31. Januar 2014 |
| Gaku Ishida       | Japan     | 1. Februar 2014 | 31. Januar 2016 |
| Ryo Iizuka        | Japan     | 1. Februar 2016 | 31. Januar 2018 |
| Bira Veiga        | Brasilien | 1. Februar 2018 | 31. Januar 2020 |
| Koji Kadota       | Japan     | 1. Februar 2020 | 16. Juli 2021   |
| Ryo Iizuka        | Japan     | 16. Juli 2021   | 1. August 2021  |
| Kazuhiro Murat    | Japan     | 2. August 2021  | heute           |